# Schwaikheim
Schwaikheim – miejscowość i gmina w Niemczech, w kraju związkowym Badenia-Wirtembergia, w rejencji Stuttgart, w regionie Stuttgart, w powiecie Rems-Murr, wchodzi w skład związku gmin Winnenden. Leży ok. 6 km na północ od Waiblingen.